# 氮化镭
氮化鐳是由氮和鐳所組成的無機化合物，化學式為Ra
3N
2。外觀為黑色固體。有放射性。

## 製備
氮化镭可由金属镭和氮气直接反应制备：
{\displaystyle \mathrm {3\ Ra+N_{2}\rightarrow Ra_{3}N_{2}} }